# Doryodes bistrialis
Doryodes bistrialis là một loài bướm đêm trong họ Erebidae.